# Buddelundia albomaculata
Buddelundia albomaculata är en kräftdjursart som först beskrevs av Gustav Budde-Lund 1912.  Buddelundia albomaculata ingår i släktet Buddelundia och familjen Armadillidae. Inga underarter finns listade i Catalogue of Life.